# Serdar Saatçı
Serdar Saatçı (14 februari 2003, Bayrampaşa, Istanbul, Turkije) is een Turkse voetballer die doorgaans als verdediger speelt.

## Clubcarrière
Saatçı begon zijn carrière in de lokale club Bayrampaşaspor. Op 11-jarige leeftijd werd hij ontdekt door Beşiktaş, waar hij zes jaar lang in de jeugdopleiding zat. In 2020 werd een professioneel contract aangeboden. In de zomer van 2022 werd Saatçı buiten de selectie gezet om disciplinaire redenen. Kort daarna werd hij overgenomen door SC Braga voor 1,5 miljoen euro, waar hij een vijfjarig contract tekende. In januari 2024 won Saatçı met SC Braga de Taça da Liga. In de finalewedstrijd tegen GD Estoril-Praia (1-1 na verlenging, 5-4 na strafschoppen) kwam hij in de 77e minuut als invaller binnen de lijnen.

## Erelijst
| Competitie          |       |         |
| Aantal              | Jaren |         |
| Beşiktaş            |       |         |
| Turkse voetbalbeker | 1x    | 2020/21 |
| SC Braga            |       |         |
| Taça da Liga        | 1x    | 2023/24 |

1 Çakır  ·
4 Türkmen ·
5 Lundstram ·
6 Mendy ·
7 Višća ·
9 Nwakaeme ·
10 Cham ·
11 Tufan ·
15 Savić ·
17 Banza ·
20 Asan ·
22 Zoebkov ·
23 Güneş ·
25 Çevikkan ·
29 Saatçı ·
35 Yokuşlu ·
44 Batagov ·
54 Tepe ·
61 Çanak ·
70 Drăguș ·
74 Malkoçoğlu ·
77 Boşluk ·
90 Yıldırım ·
94 Destan ·
99 Oršić ·
Coach: Tekke